# Campanha da Fraternidade de 2013
A Campanha da Fraternidade de 2013 foi um evento organizado pela Conferência Nacional dos Bispos do Brasil, com o tema Fraternidade e Juventude. Em 1992, a juventude já havia sido tema da campanha que, naquela ocasião, adotou o lema Juventude, caminho aberto. A exemplo das campanhas anteriores, o evento teve início na quarta-feira de cinzas e se estendeu por todo o período da quaresma.

## Tema
O processo de escolha do tema da campanha teve início em 15 de outubro de 2010. Nesse dia, o Setor Pastoral da Mobilidade Humana da CNBB começou a coletar assinaturas para um abaixo-assinado que solicitava que o tema fosse Tráfico de pessoas e trabalho escravo, uma condição a que estão submetidas cerca de 27 milhões de pessoas em todo o mundo. Para justificar essa escolha, a proposta apontava para o grande número de denúncias envolvendo o tráfico de mulheres, crianças e adolescentes no Brasil. Destacava também que o combate ao tráfico de pessoas e ao trabalho escravo foi adotado como meta pela Organização Internacional do Trabalho, dentro da perspectiva denominada Trabalho Decente. Os proponentes mencionavam ainda que a escolha desse tema, daria uma "contribuição significativa para o avanço do processo de erradicação dessas práticas e a criação de políticas e programas de ação social que assistam e recuperem suas eventuais vítimas".
Dois meses depois, uma outra campanha de coleta de assinaturas foi lançada, propondo que o tema fosse Juventude. Essa iniciativa, liderada por Dom Eduardo Pinheiro da Silva, bispo referencial do Setor Juventude da CNBB, tinha como meta reunir um milhão de assinaturas em favor dessa petição.
A Caritas brasileira, por sua vez, liderou uma terceira iniciativa de coleta de assinaturas, propondo o tema Fraternidade – Povos e Comunidades Tradicionais, com a finalidade de articular a campanha de 2013 com as três campanhas que a precederam. Na justificativa, os proponentes apontavam a necessidade de dedicar uma atenção especial à cultura e às condições de vida de  pescadores, seringueiros, babaçueiros, quebradeiras de coco, indígenas, quilombolas, faxinalenses, varjeiros, ribeirinhos, caiçaras, cipozeiros e ciganos, que constituem comunidades frequentemente envolvidas em conflitos com a sociedade urbana e industrial.
A decisão final coube ao Conselho Episcopal Pastoral da CNBB que, no dia 15 de junho de 2011, escolheu o tema Fraternidade e Juventude.
No dia 21 de setembro de 2011 o Conselho Episcopal Pastoral da CNBB, o Consep, definiu o lema da Campanha da Fraternidade de 2013. Será um versículo tirado o livro do Profeta Isaías: Eis-me aqui, envia-me! (Is 6, 8)

## Hino
O hino da Campanha da Fraternidade de 2013 foi escolhido em dois concursos distintos: um para a escolha da melodia e outro para a escolha da letra. Em dezembro de 2011 foi escolhida a letra escrita por Gerson Cesar Souza e em maio do ano seguinte foi escolhida a melodia composta por Gil Ferreira e Daniel Victor Santos.